# Campeonato Paulista de Futebol de 1965 - Primeira Divisão
O Campeonato Paulista de Futebol de 1965 - Primeira Divisão foi a 19.ª edição do torneio promovida pela Federação Paulista de Futebol, e equivaleu ao segundo nível do futebol do estado de São Paulo. O Bragantino conquistou o título após vencer o Barretos na final, e obteve o acesso para o Campeonato Paulista de Futebol de 1966.

## Forma de disputa
Na primeira fase as 22 equipes foram divididas em dois grupos, disputado por pontos corridos em turno e returno.

O campeão de cada grupo fez a final em melhor de 3 pontos, ambas do Estádio do Pacaembú.

## Classificação[3]
| 1  | Bragantino (Bragança Paulista)        | 26 |
| 2  | Ponte Preta (Campinas)                | 25 |
| 3  | Estrada (Sorocaba)                    | 23 |
| 4  | Taubaté (Taubaté)                     | 23 |
| 5  | Paulista (Jundiaí)                    | 22 |
| 6  | XV de Jaú (Jaú)                       | 21 |
| 7  | Ferroviária (Botucatu)                | 18 |
| 8  | Nacional (São Paulo)                  | 17 |
| 9  | Esportiva (Guaratinguetá)             | 17 |
| 10 | Jabaquara (Santos)                    | 15 |
| 11 | Irmãos Romano (São Bernardo do Campo) | 13 |

| 1  | Barretos (Barretos)                     | 28 |
| 2  | Santacruzense (Santa Cruz do Rio Pardo) | 24 |
| 3  | Francana (Franca)                       | 23 |
| 4  | Batatais (Batatais)                     | 23 |
| 5  | Corinthians (Presidente Prudente)       | 21 |
| 6  | Tupã (Tupã)                             | 21 |
| 7  | Votuporanguense (Votuporanga)           | 20 |
| 8  | Taquaritinga (Taquaritinga)             | 16 |
| 9  | Rio Preto (São José do Rio Preto)       | 16 |
| 10 | Jaboticabal (Jaboticabal)               | 14 |
| 11 | Osvaldo Cruz (Osvaldo Cruz)             | 14 |

## Final
| 18 de novembro de 1965 | Bragantino   | 1 – 0 | Barretos | Pacaembu, São Paulo, SP                             |
|                        | Helio Burini |       |          | Renda: CR$ 8.023.000,00 Árbitro: Anacleto Pietrobon |

| 23 de novembro de 1965 | Barretos                             | 2 – 2 | Bragantino                         | Pacaembu, São Paulo, SP                         |
|                        | Vanderlei 20' 1ºT · Vanderlei 6' 2ºT |       | Nardinho 36' 1ºT · Nivaldo 41' 2ºT | Renda: Cr$ 12.847.000,00 Árbitro: José Astolphi |

Bragantino: Odarci; Robertão, Ivan e Geraldo; Del Pozzo e Wálter; Nardinho, Norberto, Nivaldo, Hélio Burini, e Wilsinho Acedo
Técnico: Arthur Zogminani (Arturzinho)

Barretos: Xisto; Combinho, Antoninho e Lourenço; Zé Maria e Salvador; Zezinho, Adílson, Vanderlei, Adézio e Rodolfo
Técnico: Sidney Cotrin

## Premiação
| Campeonato Paulista de 1965 - Primeira Divisão |
| ---------------------------------------------- |
| Bragantino Campeão (1º título)                 |